# Europameisterschaften im Wasserspringen 2019
Die Europameisterschaften im Wasserspringen 2019 wurden vom 5. bis 11. August in der ukrainischen Hauptstadt Kiew ausgetragen. Austragungsort der Wettkämpfe ist das Water Center in der Gloria Sports Arena.

## Ergebnisse

### Männer
| Disziplin             | Gold                                          | Silber                                   | Bronze                                       |
| --------------------- | --------------------------------------------- | ---------------------------------------- | -------------------------------------------- |
| 1 m Kunstspringen     | Patrick Hausding                              | Oleh Kolodij                             | Lorenzo Marsaglia                            |
| 3 m Kunstspringen     | Jewgeni Kusnezow                              | Patrick Hausding                         | James Heatly                                 |
| 10 m Turmspringen     | Oleksij Sereda                                | Benjamin Auffret                         | Ruslan Ternowoj                              |
| 3 m Synchronspringen  | RusslandJewgeni Kusnezow Nikita Schleicher    | DeutschlandPatrick Hausding Lars Rüdiger | GroßbritannienAnthony Harding Jordan Houlden |
| 10 m Synchronspringen | RusslandAlexander Beljowzew Nikita Schleicher | UkraineOleh Serbin Oleksij Sereda        | GroßbritannienMatthew Dixon Noah Williams    |

### Frauen
| Disziplin             | Gold                                      | Silber                                  | Bronze                                           |
| --------------------- | ----------------------------------------- | --------------------------------------- | ------------------------------------------------ |
| 1 m Kunstspringen     | Witalija Korolewa                         | Olena Fedorowa                          | Kristina Iljinych                                |
| 3 m Kunstspringen     | Inge Jansen                               | Kristina Iljinych                       | Tina Punzel                                      |
| 10 m Turmspringen     | Sofija Lyskun                             | Celine van Duijn                        | Julija Timoschinina                              |
| 3 m Synchronspringen  | RusslandWitalija Korolewa Uljana Kljujewa | DeutschlandLena Hentschel Tina Punzel   | UkraineWiktorija Kessar Hanna Pysmenska          |
| 10 m Synchronspringen | ItalienNoemi Batki Chiara Pellacani       | GroßbritannienPhoebe Banks Emily Martin | RusslandJekaterina Beljajewa Julija Timoschinina |

### Mixed
| Disziplin             | Gold                                                                    | Silber                                                                           | Bronze                                                                    |
| --------------------- | ----------------------------------------------------------------------- | -------------------------------------------------------------------------------- | ------------------------------------------------------------------------- |
| 3 m Synchronspringen  | UkraineStanislaw Olifertschyk Wiktorija Kessar                          | DeutschlandLou Massenberg Tina Punzel                                            | SchweizJonathan Suckow Michelle Heimberg                                  |
| 10 m Synchronspringen | RusslandWiktor Minibajew Jekaterina Beljajewa                           | GroßbritannienNoah Williams Eden Cheng                                           | DeutschlandFlorian Fandler Christina Wassen                               |
| Mannschaft            | DeutschlandPatrick Hausding Christina Wassen Tina Punzel Lou Massenberg | RusslandJekaterina Beljajewa Witalija Korolewa Wiktor Minibajew Ilja Moltschanow | GroßbritannienEden Cheng Anthony Harding Noah Williams Katherine Torrance |

## Medaillenspiegel
| Platz  | Land           | Gold | Silber | Bronze | Gesamt |
| ------ | -------------- | ---- | ------ | ------ | ------ |
| 1      | Russland       | 6    | 2      | 4      | 12     |
| 2      | Ukraine        | 3    | 3      | 1      | 7      |
| 3      | Deutschland    | 2    | 4      | 2      | 8      |
| 4      | Niederlande    | 1    | 1      | –      | 2      |
| 5      | Italien        | 1    | –      | 1      | 2      |
| 6      | Großbritannien | –    | 2      | 4      | 6      |
| 7      | Frankreich     | –    | 1      | –      | 1      |
| 8      | Schweiz        | –    | –      | 1      | 1      |
| Gesamt | Gesamt         | 13   | 13     | 13     | 39     |